# Kireevo
Kireevo (bulgariska: Киреево) är ett distrikt i Bulgarien.   Det ligger i kommunen Obsjtina Makresj och regionen Vidin, i den nordvästra delen av landet, 140 km nordväst om huvudstaden Sofia.
I omgivningarna runt Kireevo växer i huvudsak lövfällande lövskog. Runt Kireevo är det glesbefolkat, med 10 invånare per kvadratkilometer.